# Pedro Luiz de Oliveira
Pedro Luiz Burmann de Oliveira (* 17. Februar 1992 in Porto Alegre do Norte) ist ein brasilianischer Sprinter, der sich auf den 400-Meter-Lauf spezialisiert hat.

## Sportliche Laufbahn
Erste Erfahrungen bei internationalen Meisterschaften sammelte Pedro Luiz de Oliveira im Jahr 2011, als er bei den Juniorensüdamerikameisterschaften in Medellín in 3:08,35 min die Goldmedaille mit der brasilianischen 4-mal-400-Meter-Staffel gewann. Im Jahr darauf belegte er bei den Ibero-Amerikanischen Meisterschaften in Barquisimeto in 3:03,05 min den vierten Platz mit der Staffel und anschließend siegte er in 45,52 s bei den U23-Südamerikameisterschaften in São Paulo und siegte in 3:07,44 min auch mit der Staffel. 2013 nahm er an der Sommer-Universiade in Kasan teil und konnte dort seinen Vorlauf über 200 Meter nicht beenden und belegte in 45,96 s den sechsten Platz über 400 Meter. Anschließend startete er mit der Staffel bei den Weltmeisterschaften in Moskau und klassierte sich dort mit 3:02,19 min auf dem sechsten Platz. Bei den IAAF World Relays 2014 auf den Bahamas belegte er in 3:03,87 min den siebten Platz und anschließend gewann er bei den Ibero-Amerikanischen Meisterschaften in São Paulo in 45,73 s die Silbermedaille über 400 Meter hinter seinem Landsmann Anderson Henriques und auch mit der Staffel gewann er in 3:02,80 min die Silbermedaille hinter dem Team aus der Dominikanischen Republik. Zudem wurde er beim Panamerikanischen Sportfestival in Mexiko-Stadt in 45,69 s Fünfter über 400 Meter. Bei den IAAF World Relays 2015 in Nassau erreichte er nach 3:00,96 min Rang fünf in der 4-mal-400-Meter-Staffel und auch bei den anschließenden Panamerikanischen Spielen in Toronto belegte er nach 3:01,18 min Rang fünf. Daraufhin verpasste er bei den Weltmeisterschaften in Peking mit 3:01,05 min den Finaleinzug und anschließend verhalf er dem Team bei den Militärweltspielen im südkoreanischen Mungyeong zum Finaleinzug. 2016 gewann er bei den Ibero-Amerikanischen Meisterschaften in Rio de Janeiro in 45,64 s die Bronzemedaille hinter den Dominikanern Yoandys Lescay und Luguelín Santos und wurde mit der Staffel disqualifiziert. Anschließend nahm er mit der Staffel an den Olympischen Spielen ebendort teil und belegte mit 3:03,28 min im Finale den achten Platz.
Nach mehreren wenig erfolgreichen Jahren siegte er 2021 in 3:04,25 min gemeinsam mit Bruno de Barros, Lucas Carvalho und João Cabral bei den Südamerikameisterschaften in Guayaquil. Anschließend startete er in der Mixed-Staffel über 4-mal 400 Meter bei den Olympischen Sommerspielen in Tokio und verpasste dort mit 3:15,89 min den Finaleinzug. Im Jahr darauf gewann er bei den Hallensüdamerikameisterschaften in Cochabamba in 47,40 s die Bronzemedaille über 400 Meter hinter seinem Landsmann Lucas Carvalho und Javier Gómez aus Venezuela.

## Persönliche Bestzeiten
- 200 Meter: 20,81 s (+0,8 m/s), 8. Juni 2013 in São Paulo
- 400 Meter: 45,52 s, 22. September 2012 in São Paulo
  - 400 Meter (Halle): 47,40 s, 20. Februar 2022 in Cochabamba